# Nota de König

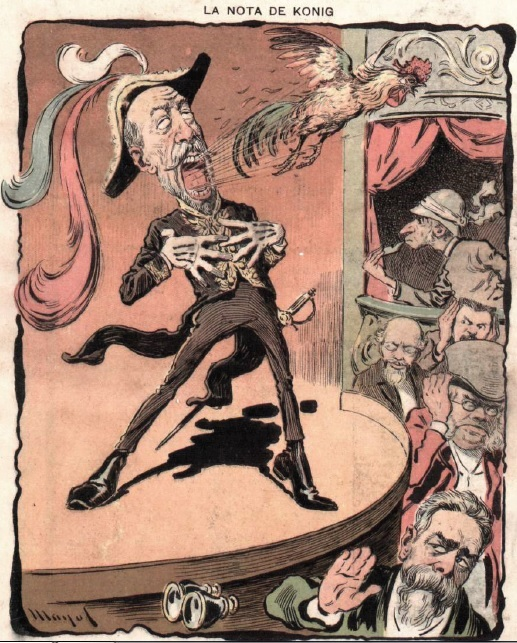
Caricatura de la nota del ministro Konig, publicada en el semanario argentino Caras y Caretas el 6 de octubre de 1900. Como descripción de la imagen se lee: "Al lanzar su desgraciado do de pecho.... de patriota dio una nota que denota un timbre muy engallado para cantante de nota".

La Nota de König es el nombre con el que se conoce al documento que el ministro plenipotenciario chileno en La Paz, Abraham König, envió al ministro de Asuntos Exteriores de Bolivia Eliodoro Villazón el 13 de agosto de 1900, en el marco de las negociaciones conducentes a la firma de un tratado de paz definitivo que pusiera fin al pacto de tregua firmado al concluir la Guerra del Pacífico.
El contenido de la nota ha sido considerado como un quiebre de la postura que hasta entonces había mantenido el gobierno chileno de ceder a Bolivia una salida soberana al Océano Pacífico en compensación a su litoral perdido en la guerra y una reafirmación del Derecho de conquista sobre los territorios anexados en la guerra.

## Contenido
Es un error muy esparcido y que se repite diariamente en la prensa y en la calle, el afirmar que Bolivia tiene derecho de exigir un puerto en compensación de su Litoral. No hay tal cosa. Chile ha ocupado el Litoral y se ha apoderado de él con el mismo título con que Alemania anexó al imperio la Alsacia y la Lorena, con el mismo título que los Estados Unidos de la América del Norte han tomado a Puerto Rico. Nuestros derechos nacen de la victoria, la ley suprema de las naciones. Que el Litoral es rico y que vale muchos millones, eso ya lo sabíamos. Lo guardamos porque vale; que si nada valiera, no habría interés en su conservación. Terminada la guerra, la nación vencedora impone sus condiciones y exige el pago de los gastos ocasionados. Bolivia fue vencida, no tenía con qué pagar y entregó el Litoral. Esta entrega es indefinida, por tiempo indefinido; así lo dice el Pacto de Tregua: fue una entrega absoluta, incondicional, perpetua. En consecuencia, Chile no debe nada, no está obligado a nada, mucho menos a la cesión de una zona de terreno y de un puerto.
 Fragmento de la Nota de Abraham Konig.